# Rugby en Sudamérica
El rugby en Sudamérica está regulado por Sudamérica Rugby que también representa a Centroamérica y el que organiza anualmente torneos de mayores, juveniles y de rugby 7. La presencia femenina es escasa y se limita a la disciplina de seven.
El nivel de arraigo y popularidad varía en cada país, siendo Argentina el sitio con más tradición del deporte, contando con numerosos clubes, torneos y uniones regionales. Los Países que le siguen en prestigio y tradición son Uruguay y Chile.

## Argentina
El rugby en Argentina se encuentra muy difundido a lo largo de todo el país, siendo la zona del Gran Buenos Aires la que concentra la mayor cantidad de clubes. El club más viejo del rugby argentino es el Buenos Aires Cricket and Rugby Club (BACRC), fundado por ingleses en 1864. En varias ciudades también se practica, como en el caso de Mendoza, Tucumán, Salta, Córdoba, Rosario, Santa Fe, Mar del Plata, etc.
El principal torneo nacional es el Campeonato Argentino de Rugby, que se disputa desde 1945 entre las selecciones de cada unión local. La principal competencia de clubes es el Torneo Nacional de Clubes, que se disputa desde 1993.
La selección de rugby de Argentina, conocida como Los Pumas, participó en todas las Copas Mundiales, finalizando tercera en 2007. A partir de 2012, los Pumas comenzaron a participar del torneo Rugby Championship, en el que intervienen los equipos más poderosos del hemisferio sur. El segundo seleccionado, Argentina XV, ha jugado en el Americas Rugby Championship y torneos internacionales de desarrollo.
Los Pampas XV jugaron la Vodacom Cup de Sudáfrica desde 2010 hasta 2013, obteniendo el campeonato en 2011, y la Pacific Rugby Cup en 2014 y 2015, triunfando de manera invicta en ambas oportunidades. A partir de 2016, Argentina participa del Super Rugby con una franquicia con el nombre de Jaguares.

## Bolivia
En Bolivia el rugby es un deporte amateur y que está evolucionando con rapidez, en la actualidad existen 8 equipos que participan del torneo de la Federación Boliviana de Rugby:
- Universitario Rugby Club de Cochabamba

- La Paz Rugby Club, de La Paz
- Supay Rugby Club, de Cochabamba

- Jenecherú Rugby Club, de Santa Cruz

- Santa Cruz Rugby Club, de Santa Cruz

También hay equipos nuevos como:
- Brangus Rugby Club, de Santa Cruz
- Tarija Rugby Club, de Tarija
- Yacuiba Rugby Club, de Tarija

## Brasil
La selección nacional de Brasil es conocida como "Os Tupis". 
Equipos del Super 8 2016
- Bandeirantes Rugby Club (São Paulo, SP)
- Curitiba Rugby Club (Curitiba, PR)
- Desterro Rugby Clube (Florianópolis, SC)
- Farrapos Rugby Clube (Bento Gonçalves, RS)
- Niterói Rugby (Niterói, RJ)
- Pasteur Athletique Club (São Paulo, SP)
- São José Rugby Clube (São José dos Campos, SP)
- São Paulo Athletic Club SPAC (São Paulo, SP)

Otros equipos notables
- Acemira Rugby Clube (Belém, PA)
- Asa Branca Rugby Clube (Fortaleza, CE)
- Campo Grande Rugby Clube (Campo Grande, MS)
- Charrúa Rugby Clube (Porto Alegre, RS)
- Cuiabá Rugby Clube (Cuiabá, MT)
- Grupo de Rugby da Universidade do Amazonas GRUA (Manaus, AM)
- Orixás Rugby Clube (Salvador, BA)
- Porto Velho Rugby "Candirús" (Porto Velho, RO)
- Rio Branco Rugby Clube "Sucuris" (Rio Branco, AC)
- Rio Branco Rugby Clube "Pelicanos" (São Paulo, SP)
- San Diego Rugby Clube (Porto Alegre, RS)

## Chile
El Rugby en Chile se inició en el siglo XIX. Los primeros en practicarlo fueron ingleses que llegaron a Iquique para trabajar en las salitreras. Posteriormente la práctica se extendió a Valparaíso y Santiago donde se formaron los primeros clubes que conformaron la Unión de Rugby de Chile.
El 4 de mayo de 1953, se funda la Federación de Rugby de Chile, oficializándose sus estatutos y reglamentos el 16 de diciembre de 1963. Percibe la personalidad jurídica
el 4 de agosto de 1964 bajo el decreto N.º 2244.
La Federación de Rugby de Chile (Feruchi), se encuentra afiliada al Comité Olímpico de Chile, mientras que en el ámbito internacional está afiliada a la Confederación Sudamericana de Rugby, a la Federación Internacional de Rugby Amateur (.I.R.A.) y a la International Rugby Board (I.R.B.), desde el 5 de noviembre de 1991.
La selección de Chile, conocida como Los Cóndores, está 24ª en el ranking del mundo y 3ª de Sudamérica, después de las de Argentina y Uruguay.

## Ecuador
En Ecuador el rugby es un deporte amateur que ha ido evolucionando de manera muy rápida. Actualmente, el rugby en el país se encuentra en un momento muy interesante debido a la creación de varios equipos de diferentes ciudades del país que el próximo año serán parte activa del campeonato nacional; inclusive incursionando en el rugby femenino con dos equipos, uno en Quito y otro en Guayaquil. 

La Federación Ecuatoriana de Rugby se creó en el 2007 y es el miembro más reciente de la Confederación Sudamericana de Rugby (CONSUR) luego de que fuera aceptado su ingreso en el 2010 y cuenta con más 20 equipos activos en el Campeonato Ecuatoriano de Rugby 2013:
- Águilas Rugby Club Cuenca
- Carneros Rugby Club Cuenca
- Cerberos Rugby Club Quito
- Tiburones ADN Rugby Club Guayaquil
- Jíbaros Rugby Club Quito
- Monos Rugby Club Guayaquil
- Nómadas Rugby Club Quito
- UCG Rugby Club Guayaquil
- Mohicanos Rugby Club Ibarra
- Bárbaros Rugby Club UCE Quito
- Búhos Rugby Club EPN Quito
- Iguanas Rugby Club (Guayaquil)

Existen también equipos nuevos que se están formando y que competirán en los próximos torneos nacionales:
- Manta Rayas Rugby Club Manta
- Dragones Rugby Club Ibarra
- Yevvaía Rugby Club La Libertad
- Peninsula Rugby Club Salinas
- Lobos Rugby Club Quito

La selecciones nacionales se denominan Los Piqueros.

## Perú
El rugby en Perú es un deporte que fue introducido en la década de 1950 por expatriados británicos. Actualmente, se encuentra aún en desarrollo y ha estado ganando popularidad en estos últimos años.
La Federación Peruana de Rugby fue fundada en 1951 para promover y regular el deporte en el país. Desde su creación, se encarga de organizar competiciones nacionales y promover el rugby a nivel nacional.
El Torneo Metropolitano de Rugby de Lima es la principal competición de rugby en Perú. Organizada por la Federación Peruana de Rugby, la liga reúne a los mejores equipos de la región metropolitana de Lima y sirve como plataforma para el desarrollo del talento local y la promoción del deporte.
Existen varios clubes de rugby en Perú, principalmente ubicados en Lima y otras ciudades importantes. Entre los clubes más destacados se encuentran:
- Flaming Lions Rugby Football Club. Lima
- Old Markhamians Rugby Football Club. Lurín
- Blues Rugby. Lima
- Alumni Rugby Club. Santiago de Surco
- Lima Rugby Club. Lima
- Navy Warriors Rugby Club. Lima
- Club de Rugby San Isidro. San Isidro
- Leones de San Marcos. Lima
- Blue Sharks Rugby. Lima

Otros clubes fuera de la capital:
- Toros Rugby Club. Arequipa
- Sea Wolf Rugby Club. Ilo
- Mochikas Rugby Club. Chiclayo
- Black Wolves Rugby Club. Piura

La selección de rugby de Perú, también conocida como Los Tumis, es la selección representante de Perú en las competiciones de rugby de Sudamérica Rugby (SR) y de la World Rugby (WR). 

## Venezuela
En Venezuela el deporte de equipo se juega principalmente en algunas universidades y no es tan popular como el béisbol, el baloncesto o el fútbol.